# مريحان
مريحان (marehan or mareexaan) هي إحدى أكبر قبائل الصومال وهي من أكبر فروع قبائل الدارود بن إسماعيل بن إبراهيم الجبرتي العقيلي، الذي هاجر من اليمن، واستوطن في الصومال، وتزوج سيدة من قبيلة الدر، واستوطن في منطقة ضمن اقليم سناج حاليا وأنجب خمسة أبناء وتوفي ودفن في هيلان في سناج.
قبيلة مريحان تنتشر في جنوب الصومال، في محافظات جدو وجوبا السفلى والوسطى، وكذلك في وسط الصومال محافظتي مدق وجلجدود، وكذلك في الصومال الغربي (أوغادين)، وشمال شرق كينيا (N.F.D).
من فروعها هـورارسمة تحتها ثلاثة فخد يوسف، اءدم سليمان، محمود سليمان،-آل جراد، آل ديني، وطلحة، وآل حسن ووغرطع، وزياد حسين، ، وآل أحمد، وعيلي.
وينتمي إليها كبار الساسة الصوماليين مثل الرئيس الصومالي السابق محمد زياد برى وآخر ثلاثة رؤساء وزارة محمد فرماجو بالحكومة الانتقالية مع الشيخ شريف، وساعد وعبد الولي مع حسن شيخ محمود وبعض كبار العلماء في البلاد كالعلامة/ الشيخ آدم شيخ عبد الله علي المفسر الشهير في الإذاعة، والشيخ محمد حاج يوسف عضو مجمع الفقه الإسلامي، والعالم الكبير الشيخ حسن معلم علي المشهور بالشيخ حسن مريحان المعروف بعلمه الغزير وطول قدمه في نشر المعارف الإسلامية بجميع أفرعها وبالخصوص علوم العربية، والاصول وعلوم القرآن، ومن تلامذته محدث الديار الصومالية الشيخ شريف عبد النور نزيل مكة حاليّاً، ومنهم من الأدباء الأديب والكاتب المشهور أحمد فارح على "إداجا"،